# Station Goczałkowice Zdrój
Station Goczałkowice Zdrój is een spoorwegstation in de Poolse plaats Goczałkowice.